# Майрамадаг
Майрамада́г (осет. Майрæмадаг) — село в Алагирском районе Республики Северная Осетия-Алания. Административный центр Майрамадагского сельского поселения. 

## Географическое положение
Село расположено в северо-западной части Алагирском районе, по обоим берегам реки Майрамадаг. Находится в 24 км к востоку от районного центра Алагир и в 17 км к западу от Владикавказа. 

## История
Селение было основано в 1909 году на казённой поляне «Майрам-Адаг», и первоначально туда заселилось 78 семьи. В том же году, казна в лице местных представителей, через Областное начальство и Областных землемеров выделило каждому двору, по три с половиной десятины. 

## Население
| 2002 | 2010  | 2021  |
| ---- | ----- | ----- |
| 1251 | ↗1475 | ↗1495 |

## Инфраструктура
В селении имеются средняя школа, дошкольное учреждение, ФАП и сельская администрация. 
Также в селе находится Майрамадагский музей «Защитников Суарского ущелья»,
Водно-досуговый центр "Металлург".

## Религия
- Строится церковь Благовещения Пресвятой Богородицы.

## Улицы
В селении 12 улиц:
- улица 50 лет Октября
- улица Базрова
- улица В. Абаева
- улица И. Плиева
- улица Каргиева
- улица Меладзе
- улица Мисикова
- улица Фенстера
- улица Хуцишвили
- улица Шакирова
- улица Э. Битарова
- улица Э. Плиева

## Топографические карты
- Лист карты K-38-29 Алагир. Масштаб: 1 : 100 000. Состояние местности на 1984 год. Издание 1988 г.